# Plateau di Ontong Java
Il plateau di Ontong Java (OJP) è un vasto plateau (o pianoro) oceanico situato nella regione sud-occidentale dell'oceano Pacifico, a nord delle isole Salomone.
La gran parte del plateau è stata formata all'incirca 120 milioni di anni fa mentre una seconda parte, più piccola, ha avuto origine da un evento vulcanico di dimensioni inferiori verificatosi circa 90 milioni di anni fa.
Nella regione sud-occidentale del Pacifico sono presenti altri due pianori oceanici della stessa epoca, quello di Manihiki e quello di Hikurangi. Oggi questi tre plateau sono tra loro separati per mezzo di bacini oceanici di epoca cretacica ma si ritiene che probabilmente un tempo essi formassero un solo enorme pianoro oceanico ed una grande provincia ignea continua.

All'epoca della sua esistenza, questo enorme plateau oceanico, che viene indicato come "plateau di Ontong Java-Manihiki-Hikurangi", copriva l'1% della superficie terrestre ed aveva un volume pari a ottanta milioni di km3 di magma basaltico.

L'evento vulcanico che si ritiene aver dato origine al plateau di Ontong Java, risulta essere stato, per come è stato proposto per la prima volta nel 1991, il più grande evento di questo tipo degli ultimi 200 milioni di anni, con un tasso di magma emesso pari a circa 22 km3 all'anno per tre milioni di anni, diverse molte maggiore rispetto a quello dell'evento che ha portato alla formazione dei trappi del Deccan.
La liscia superficie del pianoro è punteggiata di montagne sottomarine che spesso affiorano in superficie, come nel caso dell'atollo Ontong Java, uno degli atolli più grandi del mondo.

## Disposizione

Disposizione dei plateau oceanici nella regione australiana e neozelandese. Il plateau di Ontong Java si trova nella zona centro-settentrionale.

Il plateau di Ontong Java ha una superficie di circa 1,5 milioni di km2, grosso modo la superficie dell'Alaska. La massima altezza raggiunta dal plateau è di 1.700 m sotto il livello del mare mentre la sua profondità media è di circa 2-3 km. La formazione è circondata da bacini oceanici: a nord-ovest dal bacino di Lyra, a nord dal bacino delle Marianne Orientali, a nord-est dal bacino di Nauru e a sud-est dal bacino di Ellice. Nel tempo, il plateau di Ontong Java è venuto a collidere con l'arco insulare delle Isole Salomone ed oggi è situato sull'inattiva fossa Vitiaz, sul margine della placche Pacifica e Australiana.
Il volume del plateau, la cui crosta si stima avere uno spessore di almeno 25 km e probabilmente di 36, è di oltre cinque milioni di km3. La massima estensione dell'evento vulcanico all'origine del plateau potrebbe tuttavia essere ancora maggiore, poiché i basalti rinvenuti nei bacini circostanti sono strettamente collegati a tale evento e rappresentano probabilmente degli sciami di dicchi associati alla formazione del plateau.

## Evoluzione tettonica
Il plateau di Ontong Java si è formato piuttosto rapidamente al di sopra della testa di un pennacchio del mantello, molto probabilmente il punto caldo di recente formazione, al tempo, conosciuto come punto caldo di Louisville. All'evento di formazione originario è poi seguito un vulcanismo più limitato per almeno 30 milioni di anni. 
L'analisi degli isotopi che compongono le diverse montagne della catena sottomarina di Louisville, la cui formazione è cominciata circa 80 milioni di anni fa, ha dato risultati diversi rispetto a quella delle rocce del plateau; ciò significa che, prima della formazione della catena, è avvenuto un cambiamento sia in termini di volume che di composizione del magma eruttato dal punto caldo.
Le prime, brevi, eruzioni che portarono alla formazione del pianoro coincidono con l'evento anossico dell'Aptiano inferiore (conosciuto come OAE1a o evento di Selli), avvenuto tra i 125 e i 124,6 milioni di anni fa, che ha portato alla deposizione di shale neri nell'intervallo che va da 124 a 122 milioni di anni fa. In aggiunta a questo, altre analisi isotopiche effettuate sull'acqua di mare contenuta in alcuni sedimenti hanno associato questi ultimi campioni ad eruzioni sottomarine avvenute nel pianoro di Ontong Java circa 90 milioni di anni fa.
Circa l'80% del pianoro di Ontong Java sta subducendo al di sotto delle Isole Salomone e solamente i 7 km più elevati della crosta sono rimasti intatti sulla placca Australiana.
Tale collisione ha innalzato alcuni tratti del plateau di Ontong Java da 200 a 2.000 m sul livello del mare. Lo sviluppo di stratovulcani pliocenici all'estremità occidentale della zona di convergenza, ad esempio, ha avuto come risultati la formazione dell'arcipelago delle Isole Nuova Georgia, il cui punto più alto si trova a 1.768 m s.l.m. e dell'isola Bougainville, che arriva a 2.743 m s.l.m. L'innalzamento e l'erosione dell'arco Melanesiano settentrionale e del prisma di accrezione di Malaita hanno invece portata alla formazione delle isole salomonesi di Guadalcanal (2.447 m), Makira (1.250 m) e Malaita (1.251 m).